# Grīva (stacja kolejowa)
Grīva (pol. Grzywka; ros. Грива) – węzłowa stacja kolejowa w miejscowości Dyneburg (dzielnica Grīva), na Łotwie. Leży na linii dawnej Kolei Warszawsko-Petersburskiej.
Stacja powstała w XIX w. pod nazwą Kałkuny (ros. Калкуны) pomiędzy stacjami Nowoaleksandrowsk a Dyneburg. Rozpoczynała się tu linia do Poniemunek.
W dwudziestoleciu międzywojennym stacja nosiła już nazwę Grīva.